# Journal of membrane science
Le Journal of Membrane Science est une revue scientifique à comité de lecture couvrant la recherche sur la perméation, la sélectivité, la formation, la structure, l'encrassement, le traitement et l'application des membranes. Les rédacteurs en chef sont Rong Wang (Université de technologie de Nanyang, Singapour) et Jerry Y. S. Lin (Université d'État de l'Arizona, États-Unis). Selon le Journal Citation Reports, la revue avait en 2010 un facteur d'impact de 3,673, ce qui la classait 8e sur 135 revues dans la catégorie génie chimique et 10e sur 79 revues dans la catégorie science des polymères. En 2020, la revue a un facteur d'impact de 8,742.